# Liste des sites classés et inscrits des Hauts-de-Seine
Cet article recense les sites protégés des Hauts-de-Seine, en France.

## Liste

### Sites classés
| Réf. | Site                                              | Communes                                | Notes                                        | Superficie (ha) | Date              | Coordonnées                      | Photo |
| ---- | ------------------------------------------------- | --------------------------------------- | -------------------------------------------- | --------------- | ----------------- | -------------------------------- | ----- |
| 1101 | Musée Rodin                                       | Meudon                                  |                                              | 3,44            | 11 mars 1911      | 48° 48′ 40″ nord, 2° 15′ 09″ est |       |
| 4201 | Petit parc de Sceaux                              | Sceaux                                  |                                              | 4,56            | 8 mai 1942        | 48° 46′ 40″ nord, 2° 17′ 48″ est |       |
| 6040 | Parc du château de Boulogne                       | Boulogne-Billancourt                    |                                              | 30,89           | 12 décembre 1951  | 48° 51′ 01″ nord, 2° 13′ 48″ est |       |
| 6055 | Propriété de Madame Thévenin                      | Châtenay-Malabry                        | 69 rue de Châteaubriand                      | 12,28           | 4 décembre 1945   | 48° 46′ 13″ nord, 2° 15′ 59″ est |       |
| 6056 | La Vallée-aux-Loups                               | Châtenay-Malabry                        |                                              | 41,03           | 2 octobre 1939    | 48° 46′ 07″ nord, 2° 15′ 58″ est |       |
| 6069 | Parc du château de Bécon                          | Courbevoie                              |                                              | 4,16            | 13 mai 1941       | 48° 53′ 48″ nord, 2° 16′ 12″ est |       |
| 6077 | Séminaire Saint-Sulpice                           | Issy-les-Moulineaux                     |                                              | 7,57            | 21 juin 1962      | 48° 49′ 27″ nord, 2° 16′ 43″ est |       |
| 6083 | Parc de la propriété des Tybilles                 | Meudon                                  |                                              | 2,42            | 30 mai 1969       | 48° 49′ 11″ nord, 2° 13′ 58″ est |       |
| 6086 | Parc Paumier                                      | Meudon                                  |                                              | 5,19            | 9 janvier 1961    | 48° 48′ 19″ nord, 2° 14′ 33″ est |       |
| 6087 | Jardin de la maison d'Armande Béjart              | Meudon                                  |                                              | 1,24            | 6 mai 1966        | 48° 48′ 22″ nord, 2° 14′ 06″ est |       |
| 6098 | Parc Henri-Sellier                                | Le Plessis-Robinson                     |                                              | 25,97           | 1er juin 1960     | 48° 46′ 36″ nord, 2° 16′ 01″ est |       |
| 6099 | Parc Lebaudy                                      | Puteaux                                 | Partie de l'île de Puteaux                   | 4,49            | 20 juillet 1937   | 48° 53′ 00″ nord, 2° 15′ 06″ est |       |
| 6100 | Moulin de Chantecoq                               | Puteaux                                 |                                              | 0,8             | 16 mai 1955       | 48° 53′ 01″ nord, 2° 13′ 56″ est |       |
| 6104 | Domaine de la Malmaison                           | Rueil-Malmaison                         |                                              | 27,63           | 15 décembre 1971  | 48° 52′ 03″ nord, 2° 10′ 00″ est |       |
| 6110 | Bois de Saint-Cloud et parc de Villeneuve-l'Étang | Marnes-la-Coquette, Saint-Cloud, Sèvres |                                              | 438,4           | 3 mars 1923       | 48° 49′ 53″ nord, 2° 12′ 35″ est |       |
| 6124 | Domaine de Brimborion                             | Sèvres                                  |                                              | 13,04           | 20 juin 1958      | 48° 49′ 17″ nord, 2° 13′ 24″ est |       |
| 6125 | Île Monsieur                                      | Sèvres                                  |                                              | 10,12           | 28 octobre 1942   | 48° 49′ 47″ nord, 2° 13′ 26″ est |       |
| 6128 | Abords du pont de Suresnes                        | Suresnes                                |                                              | 17,29           | 11 juillet 1922   | 48° 51′ 49″ nord, 2° 13′ 46″ est |       |
| 6131 | Parc Frédéric-Pic                                 | Vanves                                  |                                              | 5,3             | 16 mai 1974       | 48° 49′ 07″ nord, 2° 16′ 56″ est |       |
| 6132 | Cèdre du Liban, avenue des Hubies                 | Vaucresson                              |                                              | 0               | 13 juillet 1939   | 48° 50′ 10″ nord, 2° 08′ 51″ est |       |
| 6136 | Étangs                                            | Ville-d'Avray                           |                                              | 7,9             | 21 septembre 1936 | 48° 49′ 14″ nord, 2° 10′ 52″ est |       |
| 6806 | Vigne communale                                   | Suresnes                                | Terrain situé au 24 rue du Pas-Saint-Maurice | 0,84            | 10 mai 1976       | 48° 52′ 04″ nord, 2° 12′ 57″ est |       |
| 7029 | Vallée-aux-Loups (extension)                      | Châtenay-Malabry, Le Plessis-Robinson   |                                              | 28,52           | 2 septembre 1982  | 48° 46′ 07″ nord, 2° 15′ 58″ est |       |
| 7137 | Propriété Corot                                   | Ville-d'Avray                           |                                              | 1,13            | 27 août 1986      | 48° 49′ 18″ nord, 2° 11′ 06″ est |       |
| 7149 | Carrières de craie Arnaudet                       | Meudon                                  |                                              | 2,46            | 7 mars 1986       | 48° 48′ 55″ nord, 2° 14′ 57″ est |       |
| 7436 | Parc de Sceaux                                    | Sceaux                                  |                                              | 174,19          | 24 janvier 1958   | 48° 46′ 00″ nord, 2° 17′ 52″ est |       |
| 7437 | Perspectives du parc de Sceaux                    | Châtenay-Malabry                        |                                              | 24,22           | 25 février 1959   | 48° 46′ 02″ nord, 2° 16′ 53″ est |       |
| 9802 | Hippodrome de Saint-Cloud                         | Rueil-Malmaison, Saint-Cloud            |                                              | 74,28           | 8 juillet 1998    | 48° 51′ 18″ nord, 2° 12′ 14″ est |       |

### Sites inscrits
| Réf.  | Site                                           | Communes | Notes                                                                                   | Superficie (ha) | Date              | Coordonnées                      | Photo |
| ----- | ---------------------------------------------- | --- | --------------------------------------------------------------------------------------- | --------------- | ----------------- | -------------------------------- | ----- |
| 1058  | Abords de l'avenue du Château                  | Meudon |                                                                                         | 13,11           | 9 octobre 1958    | 48° 48′ 55″ nord, 2° 13′ 49″ est |       |
| 5611  | Bois de Fausses-Reposes                        | Le Chesnay-Rocquencourt, Versailles, Viroflay, Chaville, Marnes-la-Coquette, Sèvres, Vaucresson, Ville-d'Avray | Également dans les Yvelines                                                             | 826,78          | 28 janvier 1971   | 48° 47′ 41″ nord, 2° 09′ 54″ est |       |
| 6023  | Bois de Meudon et Viroflay                     | Vélizy-Villacoublay, Viroflay, Chaville, Meudon                                                                | Également dans les Yvelines                                                             | 1 412,08        | 20 décembre 1967  | 48° 46′ 29″ nord, 2° 12′ 27″ est |       |
| 6057  | Parc Roland-Gosselin                           | Châtenay-Malabry                                                                                               |                                                                                         | 16,87           | 22 février 1943   | 48° 45′ 47″ nord, 2° 16′ 43″ est |       |
| 6064  | Perspective de la terrasse de Meudon           | Clamart |                                                                                         | 1,35            | 17 mai 1941       | 48° 47′ 13″ nord, 2° 14′ 14″ est |       |
| 6074  | Jardins et laboratoires du docteur Debat       | Garches |                                                                                         | 7,08            | 26 mars 1971      | 48° 51′ 10″ nord, 2° 11′ 58″ est |       |
| 6078  | Parc de Marnes                                 | Marnes-la-Coquette                                                                                             |                                                                                         | 18,94           | 28 octobre 1961   | 48° 49′ 41″ nord, 2° 10′ 17″ est |       |
| 6081  | Parc de Chalais                                | Meudon |                                                                                         | 4,49            | 30 décembre 1937  | 48° 47′ 49″ nord, 2° 14′ 07″ est |       |
| 6090  | Étang des Fonceaux                             | Meudon |                                                                                         | 9,45            | 30 juillet 1945   | 48° 48′ 30″ nord, 2° 13′ 06″ est |       |
| 6091  | Colline de Brimborion                          | Meudon, Sèvres                                                                                                 |                                                                                         | 34,29           | 20 octobre 1941   | 48° 49′ 25″ nord, 2° 13′ 40″ est |       |
| 6092  | Terrasse du mont Valérien                      | Nanterre, Suresnes                                                                                             |                                                                                         | 59,75           | 9 juin 1943       | 48° 52′ 33″ nord, 2° 13′ 06″ est |       |
| 6107  | Domaine de Richelieu                           | Rueil-Malmaison                                                                                                |                                                                                         | 7,63            | 2 août 1946       | 48° 52′ 18″ nord, 2° 10′ 54″ est |       |
| 6109  | Belle-Rive                                     | Rueil-Malmaison                                                                                                | Propriétés riveraines du boulevard de Belle-Rive                                        | 8,18            | 22 janvier 1947   | 48° 52′ 58″ nord, 2° 09′ 53″ est |       |
| 6112  | Château et parc de Béarn                       | Saint-Cloud |                                                                                         | 12,59           | 21 mai 1953       | 48° 50′ 52″ nord, 2° 13′ 16″ est |       |
| 6116  | Perspectives du parc de Sceaux                 | Châtenay-Malabry, Le Plessis-Robinson                                                                          |                                                                                         | 20,09           | 2 octobre 1958    | 48° 46′ 26″ nord, 2° 16′ 05″ est |       |
| 6126  | Pont de Sèvres, place, route et terrains       | Sèvres |                                                                                         | 2,98            | 8 décembre 1942   | 48° 49′ 41″ nord, 2° 13′ 30″ est |       |
| 6828  | Propriétés, 11-13 rue de Bagneux               | Châtillon |                                                                                         | 2,31            | 22 novembre 1976  | 48° 47′ 59″ nord, 2° 17′ 33″ est |       |
| 6831  | Quartiers anciens                              | Rueil-Malmaison                                                                                                |                                                                                         | 13,01           | 15 avril 1976     | 48° 52′ 36″ nord, 2° 10′ 54″ est |       |
| 6832  | Quartiers anciens                              | Saint-Cloud |                                                                                         | 5,41            | 25 mars 1976      | 48° 50′ 36″ nord, 2° 13′ 09″ est |       |
| 6868  | Quartiers urbains                              | Neuilly-sur-Seine                                                                                              |                                                                                         | 116,08          | 23 avril 1990     | 48° 53′ 05″ nord, 2° 15′ 38″ est |       |
| 6968  | Centre ancien                                  | Nanterre |                                                                                         | 18,01           | 28 mars 1980      | 48° 53′ 27″ nord, 2° 11′ 46″ est |       |
| 7100  | Cité-jardin                                    | Gennevilliers                                                                                                  |                                                                                         | 9,69            | 5 novembre 1985   | 48° 55′ 47″ nord, 2° 17′ 34″ est |       |
| 7101  | Cité-jardin de Suresnes                        | Suresnes |                                                                                         | 33,79           | 5 novembre 1985   | 48° 51′ 35″ nord, 2° 12′ 17″ est |       |
| 7150  | Cités-jardins et étang Colbert                 | Le Plessis-Robinson                                                                                            | Comprend l'étang Colbert et deux cités-jardins de part et d'autre du parc Henri-Sellier | 35,63           | 22 janvier 1986   | 48° 46′ 38″ nord, 2° 15′ 37″ est |       |
| 7193  | Cimetière des Chiens et parc de l'île Robinson | Asnières-sur-Seine                                                                                             |                                                                                         | 6,25            | 25 juin 1987      | 48° 54′ 23″ nord, 2° 17′ 48″ est |       |
| 7388  | Cimetière intercommunal                        | Clamart |                                                                                         | 34,67           | 19 mars 1996      | 48° 47′ 17″ nord, 2° 14′ 36″ est |       |
| 7438  | Abords des étangs                              | Ville-d'Avray                                                                                                  |                                                                                         | 29,12           | 27 avril 1942     | 48° 49′ 14″ nord, 2° 10′ 52″ est |       |
| 7453  | Forteresse du Mont-Valérien et ses abords      | Nanterre |                                                                                         | 44,41           | 30 septembre 1948 | 48° 52′ 12″ nord, 2° 12′ 48″ est |       |
| 7455  | Ancien domaine de la Malmaison                 | Rueil-Malmaison                                                                                                |                                                                                         | 68,57           | 22 janvier 1947   | 48° 52′ 03″ nord, 2° 10′ 00″ est |       |
| 9801  | Les Basses-Bièvres                             | Antony |                                                                                         | 33,1            | 13 janvier 1998   | 48° 44′ 37″ nord, 2° 16′ 54″ est |       |
| 10004 | Division Théry                                 | Vaucresson |                                                                                         | 56              | 5 mai 2012        | 48° 50′ 40″ nord, 2° 09′ 10″ est |       |

## Pour approfondir